# Rantau Bertuah
Rantau Bertuah is een bestuurslaag in het regentschap Siak van de provincie Riau, Indonesië. Rantau Bertuah telt 1327 inwoners (volkstelling 2010).